# أوكساليبلاتين
أوكزاليبلاتين يباع تحت الاسم التجاري (ألوكزاتين) هو دواء يستخدم لعلاج سرطان القولون و المستقيم  ، غالباً يستخدم مع فلورويوراسيل وحمض الفولينيك (ليكوفارين) في علاج مراحل السرطان المتقدمة  ، يعطى من خلال الحقن في الوريد.
الاّثار الجانبية الشائعة تتضمن الخدر، الشعور بالتعب، الغثيان، الاسهال، انخفاض عدد كريات الدم. وتشمل الآثار الجانبية الخطيرة الأخرى ردود فعل تحسسية. استخدامه أثناء الحمل يؤدي إلى الحاق الضرر بالجنين. أوكزاليبلاتين ينتمي إلى عائلة مضادات الأورام المحتوية على البلاتين  ، يعتقد أنه يعمل على ايقاف تضاعف دي إن إيه.
تم تسجيل أوكزاليبلاتين في عام 1976 والموافقة عليه كدواء في عام 1996. وهو مدرج في قائمة الأدوية الأساسية لمنظمة الصحة العالمية، وهي الأدوية الأكثر فعالية وأمناً اللازمة في النظام الصحي. اجمالي السعر في الدول المتقدمة يتراوح بين (8.74 - 125.43) USD للقارورة الواحدة  ، في المملكة المتحدة تكلف جرعة (100 mg) 299.50 باوند.

## الاستخدامات الطبية
يستخدم اوكزالبلاتين في علاج سرطان القولون و المستقيم، يستخدم عادة مع حمض الفولينيك و 5-فلورويوراسيل بمزيج يعرف باسم فولفوكس . وقد تم مقارنة اوكزالبلاتين مع مركبات البلاتين الأخرى المستخدمة في مراحل السرطان المتقدمة، مثل سيسبلاتين وكاربوبلاتين.

### سرطان القولون والمستقيم المتقدم
في الدراسات السريرية، لأوكزاليبلاتين وحده فعالية معتدلة ضد سرطان القولون والمستقيم. عند مقارنة استخدام أوكزاليبلاتين مع 5-فلورايوراسيل وحمض الفولينيك التي تعطى وفقاً لنظام دي غرامونيت، لم ينتج فولفوكس أي زيادة كبيرة في معدلات البقاء على قيد الحياة بشكل عام، ولكنه أحدث تقدم في امكانية العيش دون تقدم المرض ، the primary end-point of the phase III randomized trial.

### علاج مساعد لسرطان القولون والمستقيم
قبل و\أو بعد  اسئصال الورم في القولون والمستقيم، العلاج الكيميائي القائم على استخدام الفلورويوراسيل وحمض الفولينيك يقلل من خطر ارتداد المرض. فائدة هذا العلاج أكثر أهمية عندما ينتشر السرطان في العقد الليمفاوية المجاورة أو عندما يخترق السرطان جدار القولون والمستقيم (stage III, Dukes C). إضافة الأوكزاليبلاتين يحسن من امكانية العيش دون تقدم المرض، لكن المعلومات المتعلقة بزيادة معدلات البقاء على قيد الحياة بشكل عام لم يتم نشرها بعد.
في حال عدم انتشار السرطان في العقد الليمفاوية المجاورة  أو أن السرطان لم يخترق جدار القولون أو المستقيم (stage II, Dukes B)، فالعلاج الكيميائي ذو فائدة ثانوية وقرار اعطاء العلاج الكيميائي يجيب دراسته بعناية من خلال مناقشة المريض بـ الفائدة الحقيقية التي يمكن للعلاج أن يحقهها والاثار الجانبية المحتملة. وهذا أكثر أهمية عند اقتراح طبيب الأورام العلاج باستخدام اوكزالبلاتين.

## الآثار الجانبية
الآثار الجانبية للعلاج باستخدام اوكزالبلاتين يمكن ان تتضمن التالي:
•	مشاكل عصبية تؤدي إلى الاعتلال العصبي الناجم عن العلاج الكيميائي حيث تظهر على صورة خدر وألم شديد وفرط حساسية للبرد بداية في القدمين واليدين وأحيانا تنطوي إلى الذراعين والساقين هذه الأعراض مستمرة ودائمة، إضافة إلى مشاكل في الإحساس 
.

•	تعب 

•	غثيان، قيء أو اسهال 

•	نيوتروبينيا (انخفاض لأعداد نوع من خلايا الدم البيضاء )

•	مشاكل بالسمع (فقدان السمع) 

•	الانصباب الدموي: خروج أوكزاليبلاتين من الوريد مما يؤدي إلى تلف الأنسجة  المجاورة

• انخفاض مستوى البوتاسيوم في الدم وهو أكثر شيوعا في النساء

•	الحازوقة المستمرة

•	تلف الخلايا العضلية
إضافةً، قد يظهر بعض المرضى حساسية للاوكزاليبلاتين وهي أكثر شيوعا عند النساء.

فرصة الإصابة بالمشاكل الكلوية والسمعية في الأوكزاليبلاتين أقل من فرصة حدوثها عند استخدام سيسبلاتين وكاربوبلاتين.

## التركيب والية العمل
يتميز المركب بمركز platinum(II)  مسطح مربع الشكل. وعلى النقيض من  سيسبلاتين وكاربوبلاتين، أوكزاليبلاتين يحتوي على رابطة 2,1 ثنائي أمين الهكسان الحلقي بدلا من اثنين من روابط الامين الأحادية كما يحتوي على مجموعة الأوكزاليت.
تبعا للدراسات التي أجريت في أجسام الكائنات الحية، أوكزاليبلاتين يهاجم السرطان في القولون من خلال تأثيرات سامه غير موجهة خصيصاً على الخلايا مثل المركبات الأخرى المحتوية على البلاتين، حيث أن قدرته على تدمير الخلية تقوم على تثبيط تصنيع (دي ان ايه).على وجه التخصيص، أوكزاليبلاتين لديه قدرة على تكوين تشابك ضمن سلسلة (دي ان ايه) الواحدة أو ضمن سلسلتين  مما يمنع تضاعف ونسخ (دي ان ايه) وبالتالي موت الخلية.

## التاريخ
أكتشف أوكزاليبلاتين عام 1976 في جامعة ناجويا بواسطة البروفيسور يوشينوري كيداني والذي منح براءة الاختراع في 1979. أوكزاليبلاتين بعد ذلك تم ترخيصه وتطويره من قبل ديبوفارما باعتباره دواء متقدم لعلاج سرطان القولون والمستقيم
. ديبوفارما رخصت الدواء إلى سانوفي ايفينتس في عام 1994، أوكزاليبلاتين حصل على الموافقة الأوروبية عام 1994 (في فرنسا في البداية) وحصل على موافقة إدارة الغذاء والدواء الأمريكية عام 2002
. تم الموافقة على استخدام أوكزاليبلاتين في الولايات المتحدة في اب 2009. ثم تم ايقافه لمشاكل مرتبطه ببراءة الاختراع عام 2010 ولكن تم إعادة استخدامه عام  2012.

## روابط خارجية
- Oxaliplatin – Official web site of manufacturer.
- Oxaliplatin Prescribing Information – Official prescribing information.
- NCI Drug Information Summary on Oxaliplatin
- Graham J، Mushin M، Kirkpatrick P (2004). "Oxaliplatin" (PDF). Nat Rev Drug Discov. ج. 3 ع. 1: 11–2. DOI:10.1038/nrd1287. PMID:14756144. مؤرشف من الأصل (PDF) في 2004-11-08.